# La valle di Aldur
La valle di Aldur (Magician's Gambit) è un romanzo fantasy scritto da David Eddings nel 1983 e pubblicato in Italia nel 2003. È il terzo romanzo della saga Il ciclo di Belgariad.

## Trama
Il potere della magia sta crescendo dentro Garion, che comprende di non potervisi più opporre se vuole realizzare il suo destino. Intanto, nelle terre orientali, il piano per risvegliare il malvagio dio Torak sta prendendo forma, e le forze del male si stanno schierando per riprendere la battaglia per il dominio del mondo.

## Edizioni
- David Eddings, La valle di Aldur, traduzione di Annarita Guarnieri, Fantacollana, n. 76, Milano, Editrice Nord, 1987,  p. 298.
- David Eddings, La valle di Aldur, in Il ciclo di Belgariad - Secondo volume, traduzione di Ilaria M. Orsini, Tascabili Immaginario, n. 41, Roma, Fanucci Editore, 2004,  p. 778, ISBN 88-347-1021-5.